# Parmularia uleana
Parmularia uleana är en lavart som beskrevs av Henn. 1898. Parmularia uleana ingår i släktet Parmularia och familjen Parmulariaceae.   Inga underarter finns listade i Catalogue of Life.